# Boust
Boust é uma comuna francesa na região administrativa de Grande Leste, no departamento de Mosela. Estende-se por uma área de 7,01 km². Em 2010 a comuna tinha 1 232 habitantes (densidade: 175,7 hab./km²).